# أنطونيو دا كوستا فرناندس
أنطونيو دا كوستا فرناندس هو دبلوماسي وسياسي أنغولي، ولد في 26 أبريل 1942. نشط حزبياً في يونيتا.